# 1948 aux États-Unis
Pour des articles plus généraux, voir Chronologie des États-Unis et 1948.
Chronologie des États-Unis
- 1944
- 1945
- 1946
- 1947
- 1948
- 1949
- 1950
- 1951
- 1952

Cette page concerne des événements d'actualité qui se sont produits durant l'année 1948 du calendrier grégorien aux États-Unis.

## Gouvernement
- Président : Harry S. Truman
- Vice-président :
- Secrétaire d'État : George Marshall
- Chambre des représentants - Président

## Événements
- 12 janvier : la Cour suprême proclame que Blancs et Noirs sont égaux devant l’enseignement.
- 25 février : Martin Luther King est nommé pasteur baptiste.
- 2 avril : Revenue Act[1]. Le Congrès vote une baisse de 13 % de l'impôt sur le revenu, de 10 % de la taxe immobilière et de nombreuses déductions fiscales pour les couples avec enfants, malgré le véto de Truman.
  - L'impôt sur le revenu passe à 16 % pour les bas revenus et 82 % pour les hauts revenus. L'impôt sur le bénéfice des sociétés est ramené à 38 %.
- 25 mars : première prévision de tornade couronnée de succès, par Robert C. Miller et E. J. Fawbush de l'USAAF ;
- 31 mars : le Congrès approuve le plan Marshall d'aide et de reconstruction pour l'Europe ruinée. 17 milliards de dollars seront alloués au projet. Les pays européens du Pacte de Varsovie refuse le soutien américain sur injonction de Staline.
- 3 mai : la Cour suprême des États-Unis invalide les lois, contrats et autres textes interdisant aux Noirs d'être propriétaires fonciers ;
- 11 juin : le Sénat adopte la résolution Vandenberg qui permet au gouvernement de conclure des alliances militaires en temps de paix. Elle marque une étape importante dans l’intégration des États-Unis dans le système de défense occidental ;
- 21 juillet : un B-29 Superfortress s'écrase dans les eaux du lac Mead dans le Nevada[2].
- 26 juillet : ordre exécutif 9981, abolissant la ségrégation raciale dans l'armée.
- 2 novembre : réélection de Harry S. Truman (D) comme président des États-Unis avec 49,6 % des voix contre Thomas Edmund Dewey (R) 45,1 %. Il adopte un vaste programme de réformes sociales, le Fair Deal : amélioration de la Sécurité sociale, législation avancée sur les droits civiques, augmentation du salaire minimum, programme de logements sociaux, assurance maladie, abolition de la loi Taft-Hartley, renforcement et modernisation du soutien des prix agricoles, subventions à l’instruction, etc.
- 13 décembre : Déclaration de Strom Thrumond, candidat malchanceux démocrate à l'élection présidentielle. « Je voudrais vous dire, Mesdames et Messieurs, qu'il n'y a pas assez de soldats dans l'armée pour forcer le peuple du Sud à abolir la ségrégation et à admettre la race nègre dans nos théâtres, dans nos piscines, nos maisons et nos églises. »

## Économie et société
- Légère récession (1948-1949) ;
- 750 000 récepteurs de télévision aux États-Unis.
- 3,8 % de chômeurs
- Réduction brutale des dépenses militaires à 3,5 % du PIB. L'armée des États-Unis ne compte plus que 1,5 million d'hommes sous les drapeaux (toutes forces confondues).
- Fort excédent budgétaire (3 % du PIB)

## Naissances en 1948
- 14 janvier : Carl Weathers, acteur américain († 1er février 2024).